# Solre-le-Château
 Solre-le-Château là một xã ở tỉnh Nord ở miền bắc nước Pháp. Xã này có diện tích 13,76 kilômét vuông, dân số năm 1999 là 1861 người. Xã nằm ở khu vực có độ cao trung bình 200 mét trên mực nước biển.